# Marc Pedersen
Marc Pedersen (Give, 31 luglio 1989) è un allenatore di calcio ed ex calciatore danese, di ruolo difensore.

## Palmarès

### Club

#### Competizioni nazionali
- Coppa di Danimarca: 1

SønderjyskE: 2019-2020